# National Women's Soccer League 2018
Navigation
NWSL 2017 NWSL 2019
La National Women's Soccer League 2018 est la 6e édition de la National Women's Soccer League.
Après la dissolution des clubs de Kansas City et Boston Breakers, Utah Royals FC a rejoint la ligue composé de neuf équipes qui s'affrontent trois fois, chaque équipe joue 12 fois à domicile et 12 fois à l'extérieur soit 24 matchs au total. Les quatre premiers participent aux Play-Offs pour déterminer le champion.
Le club de Courage Caroline du Nord prend sa revanche sur la finale perdue de la saison passée contre Portland Thorns FC et gagne cette saison le NWSL Shield (champion de la saison régulière) et NWSL Championship (Titre de champion).

## Participants
Ce tableau présente les neuf équipes qualifiées pour disputer le championnat 2018. On y trouve le nom des clubs, le nom des entraîneurs et leur nationalité, la date de création du club, le nom des stades ainsi que la capacité de ces derniers.
| \| Utah Red Stars Pride Thorns Reign Sky Blue Spirit Courage Dash \| Localisation des clubs engagés dans le championnat. |
| Utah Red Stars Pride Thorns Reign Sky Blue Spirit Courage Dash                                                           |

| Nom du club              | Entraîneur        | DC   | Stade                  | Capacité |
| ------------------------ | ----------------- | ---- | ---------------------- | -------- |
| Orlando Pride            | Tom Sermanni      | 2015 | Orlando City Stadium   | 25 500   |
| Chicago Red Stars        | Rory Dames        | 2007 | Benedictine University | 3 600    |
| Courage Caroline du Nord | Paul Riley        | 2017 | WakeMed Soccer Park    | 10 000   |
| Dash de Houston          | Vera Pauw         | 2013 | BBVA Compass Stadium   | 7 000    |
| Portland Thorns FC       | Mark Parsons      | 2012 | Providence Park        | 20 438   |
| Seattle Reign FC         | Vlatko Andonovski | 2012 | Memorial Stadium       | 6 000    |
| Sky Blue FC              | Denise Reddy      | 2007 | Yurcak Field           | 5 000    |
| Washington Spirit        | Jim Gabarra       | 2012 | Maryland SoccerPlex    | 5 200    |
| Utah Royals FC           | Laura Harvey      | 2017 | Rio Tinto Stadium      | 20 213   |

## Compétition

### Classement
| Rang | Équipe                   | Pts | J  | G  | N  | P  | Bp | Bc | Diff |
| ---- | ------------------------ | --- | -- | -- | -- | -- | -- | -- | ---- |
| 1    | Courage Caroline du Nord | 57  | 24 | 17 | 6  | 1  | 53 | 17 | +36  |
| 2    | Portland Thorns          | 42  | 24 | 12 | 6  | 6  | 40 | 28 | +12  |
| 3    | Seattle Reign            | 41  | 24 | 11 | 8  | 5  | 27 | 19 | +8   |
| 4    | Chicago Red Stars        | 37  | 24 | 9  | 10 | 5  | 38 | 28 | +10  |
| 5    | Utah Royals              | 35  | 24 | 9  | 8  | 7  | 22 | 23 | -1   |
| 6    | Dash de Houston          | 32  | 24 | 9  | 5  | 10 | 35 | 39 | -4   |
| 7    | Orlando Pride            | 30  | 24 | 8  | 6  | 10 | 30 | 37 | -7   |
| 8    | Washington Spirit        | 11  | 24 | 2  | 5  | 17 | 12 | 35 | -23  |
| 9    | Sky Blue                 | 9   | 24 | 1  | 6  | 17 | 21 | 52 | -31  |

### Play Off
Les quatre premiers se rencontrent en un seul match pour déterminer les deux finalistes, les équipes finissant aux deux premières places reçoivent à domicile. La finale a lieu à Portland au Providence Park.
|  | Demi-finales                 | Demi-finales                 |                        |   | Finale            | Finale            |
|  | Demi-finales                 | Demi-finales                 |                        |   | Finale            | Finale            |
|  |                              |                              |                        |   |                   |                   |
|  | 15 septembre 2018            | 15 septembre 2018            |                        |   | 22 septembre 2018 | 22 septembre 2018 |
|  | 15 septembre 2018            | 15 septembre 2018            |                        |   | 22 septembre 2018 | 22 septembre 2018 |
|  | (2) Portland Thorns FC       | 2                            |                        |   | 22 septembre 2018 | 22 septembre 2018 |
|  | (2) Portland Thorns FC       | 2                            |                        |   | 22 septembre 2018 | 22 septembre 2018 |
|  | (3) Seattle Reign            | 1                            |                        |   | 22 septembre 2018 | 22 septembre 2018 |
|  | (3) Seattle Reign            | 1                            | (2) Portland Thorns FC | 0 |                   |                   |
|  | 18 septembre 2018            |                              | (2) Portland Thorns FC | 0 |                   |                   |
|  |                              | (1) Courage Caroline du Nord | 3                      |   |                   |                   |
|  | (1) Courage Caroline du Nord | (1) Courage Caroline du Nord | 3                      | 2 |                   |                   |
|  | (1) Courage Caroline du Nord |                              |                        | 2 |                   |                   |
|  | (4) Chicago Red Stars        | 0                            |                        |   |                   |                   |
|  | (4) Chicago Red Stars        | 0                            |                        |   |                   |                   |

En raison de l'ouragan Florence la demi-finale Courage Caroline du Nord contre Chicago Red Stars a été reportée et déplacée à Portland.

## Récompenses individuelles
| Récompense               | Vainqueurs      | Vainqueurs               | Vainqueurs                               |
| ------------------------ | --------------- | ------------------------ | ---------------------------------------- |
| Meilleure buteur         | Sam Kerr        | Chicago Red Stars        | 16 buts                                  |
| Coach de l'année         | Paul Riley      | Courage Caroline du Nord | Vainqueur du NWSL Shield et Championship |
| Meilleure jeune joueuse  | Imani Dorsey    | Sky Blue                 | 4 buts, 1 passe décisive                 |
| Gardienne de l'année     | Adrianna Franch | Portland Thorns FC       | 51 arrêts                                |
| Defenseur de l'année     | Abby Erceg      | Courage Caroline du Nord | -                                        |
| MVP Most Valuable Player | Lindsey Horan   | Portland Thorns FC       | 13 buts et 2 passes décisives            |